# Erkki Kourula

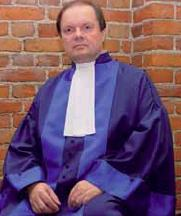
Erkki Kourula

Erkki Kourula (ur. 12 czerwca 1948), prawnik fiński.
Specjalizuje się w prawie międzynarodowym, ukończył studia na uniwersytecie w Oxfordzie; prof., od 1985 pracował w Ministerstwie Spraw Zagranicznych Finlandii. 1991 został mianowany radcą przy stałym przedstawicielstwie Finlandii w ONZ i brał aktywny udział w powołaniu międzynarodowych trybunałów badających zbrodnie w byłej Jugosławii i Rwandzie. Pracował także przy powołaniu Międzynarodowego Trybunału Karnego, był szefem delegacji fińskiej w Komitecie Przygotowawczym i na Konferencji Pełnomocników ds. Ustanowienia Międzynarodowego Trybunału Karnego.
Był również przedstawicielem Finlandii przy Europejskim Trybunale Praw Człowieka i przy Trybunale Wspólnot Europejskich.
Od lutego 2003 jest sędzią Międzynarodowego Trybunału Karnego, został wybrany na kadencję 3-letnią, a w styczniu 2006 na dalsze 9 lat.